# Bahnhof Schwäbisch Hall
Der Bahnhof Schwäbisch Hall ist ein Personenbahnhof in der Stadt Schwäbisch Hall.

## Lage
Der Bahnhof Schwäbisch Hall liegt etwas südwestlich gegenüber der Haller Altstadt am beginnenden Abfall einer alten südwestlichen Talschlinge des Kochers („Bahnhofsbucht“) zum unteren Flusshang, rund 30 Meter über dem Flussniveau. Das Terrain wurde für den Bau der Bahnanlagen teilweise recht hoch aufgeschüttet, was am Anstieg von der Zollhüttengasse her etwa an der Verschüttung des ehemals für die Stadtbefestigung wichtigen und damals deshalb viel prominenteren Pulverturms am Westende der Zollhüttengasse noch gut zu erkennen ist. Das Bahnhofsgebäude selbst steht auf einem Geländepodest mit starker Böschung zur ihn längs passierenden Steinbacher Straße. Barrierefrei ist der Bahnhof jedoch nicht. Von Richtung Innenstadt/Arbeitsamt ist der Bahnhof gut über einen Aufzug erreichbar, der jedoch wegen Vandalismus häufig defekt ist.

## Typologie
Der Bauform nach ist der Haller Bahnhof ein Durchgangsbahnhof an der ihn entlang der Talachse von ungefähr Tullau im Süden zum Haller Tunnel im Norden durchlaufenden Bahnstrecke. Wegen der verkehrsungünstigen Lage am linken mittleren Hang musste etwa für die Anschlussstrecke unmittelbar im Südwesten im anstehenden Oberen Muschelkalk für den Gleiskörper eine Stufe geschaffen werden, über der heute senkrecht der blanke Fels steht.

## Geschichte

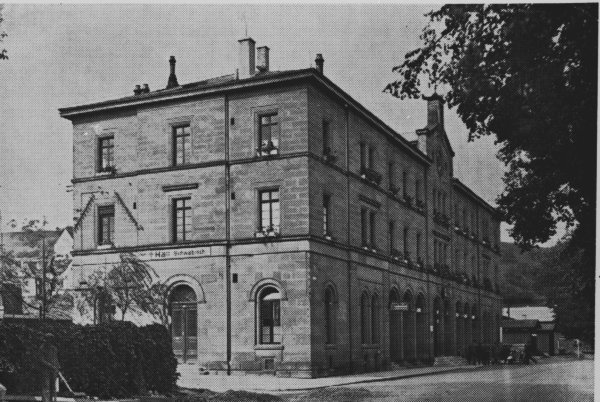
Bahnhofsgebäude um 1900

Bahnhof um 1910, im Vordergrund der Güterbahnhof, dahinter das Stellwerk

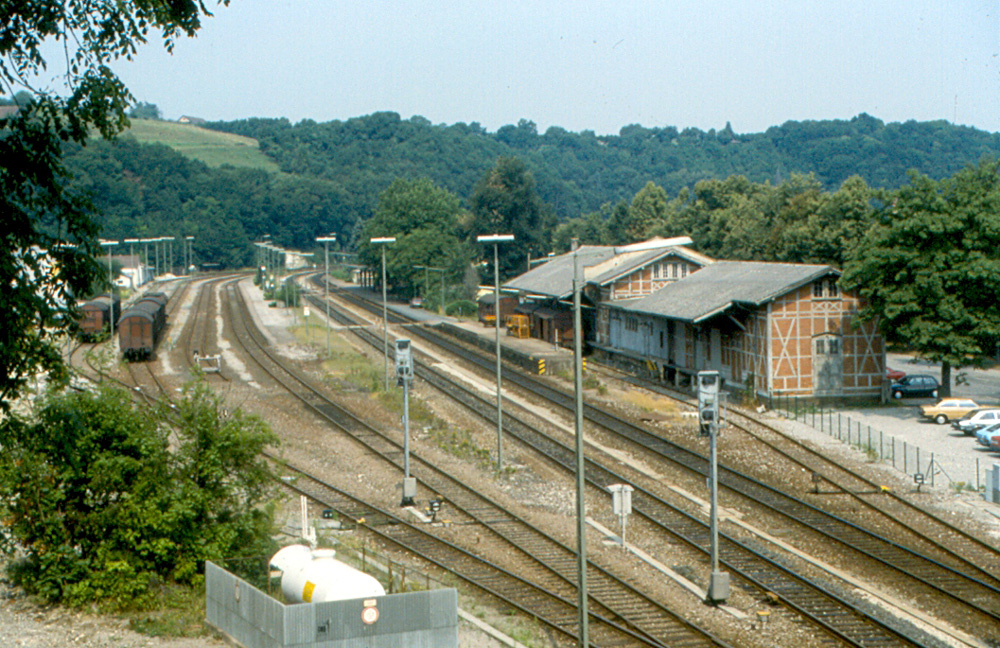
Gleisanlagen 1989

### Errichtung des Bahnhofs
Der Bahnhof von Schwäbisch Hall liegt an der Bahnstrecke Crailsheim–Heilbronn, die auf Wunsch der Bevölkerung und Beschluss der württembergischen Abgeordnetenkammer ab 1860 gebaut wurde und seinerzeit als „Kocherbahn“ bezeichnet wurde. Der Streckenabschnitt Heilbronn–Schwäbisch Hall wurde 1862 eröffnet, die Fortführung von dort nach Crailsheim im Dezember 1867. Der Bahnhof hatte ursprünglich drei Bahnsteige, die durch Gleisübergänge verbunden waren, eine Güterabfertigung, ein 1968 abgerissenes Stellwerk und mehrere Abstellgleise.

### Bedeutungsverlust durch die Murrtalbahn
Etwa 10 Jahre nach dem Bau des Bahnhofs Schwäbisch Hall wurde mit der Murrtalbahn eine weitere Verbindung von Stuttgart nach Crailsheim gebaut, über die Nürnberg auf kürzerem Weg als über Aalen erreicht werden konnte. Die Murrtalbahn mündete beim damals noch nicht nach Hall eingemeindeten Hessental auf der rechten Randhöhe des Kochertaleinschnitts in die Kocherbahn und mied den Schwäbisch Haller Bahnhof am linken Talhang ganz. Dadurch verlor dieser Stadtbahnhof trotz seiner zentraleren Lage gegenüber dem im späteren Ortsteil Hessental an Bedeutung.

### Schäden im Zweiten Weltkrieg und Nachkriegszeit
Am 23. Februar 1945 zerstörte ein Luftangriff das dreigeschossige Bahnhofsgebäude vollständig, dabei starben acht Menschen. Nach dem Zweiten Weltkrieg errichtete man zunächst Behelfsbauten. 1955 wurde der Neubau eröffnet. Bis 1964 trug der Bahnhof die Bezeichnung „Schwäb Hall“, anschließend „Schwäbisch Hall“. Am 24. Mai 1965 reiste Königin Elisabeth II. hier mit einem Sonderzug an.
Heute hat der Bahnhof nur noch einen Bahnsteig, die Abstellgleise wurden nach 1988 abgetragen. Seit 1997 wird das seit 1986 bestehende Stellwerk von Schwäbisch Hall-Hessental aus ferngesteuert. 2013 wurde der Bahnsteig 1 modernisiert. Zusätzlich war das lange geschlossene Bahnhofsgebäude ab Sommer 2013 über drei Monate lang für eine Ausstellung „Soziale Plastik Stadtbahnhof21“ des Kunstvereins Gleis 1 mit Sitz im Bahnhof Waldenburg zeitweise geöffnet. Präsentiert wurden Bilder, Skulpturen, Objekte und Installationen zum Thema Bahn, Verkehr und Mobilität. Damit sollte nach Angaben des Initiators Hans Graef „in Erwartung der Stadtbahn“ der Bahnhof wiederbelebt werden. Bis zum 15. Februar 2016 blieb er mit seiner Kunstausstellung im Empfangsgebäude, seitdem ist es wieder geschlossen und ungenutzt.

### Ausblick
2019 beantragte die Deutsche Bahn beim Eisenbahn-Bundesamt, die Personenunterführung neu zu bauen und dabei ein Bahnsteiggleis zu verlegen.

## Betrieb
Der Bahnhof Schwäbisch Hall wird von den RE-Zügen der Relation Crailsheim–Heilbronn (RE 80) sowie den RB-Zügen der Relation Hessental–Heilbronn (RB 83) bedient, die jeweils in einem versetzten Zweistundentakt verkehren. Insgesamt ergibt sich dadurch ein angenäherter Stundentakt im Regionalverkehr. Schienengüterverkehr wird hier nicht mehr abgewickelt. (Stand 2023)